# Erzbistum Londrina
Das Erzbistum Londrina (lat.: Archidioecesis Londrinensis) ist eine in Brasilien gelegene römisch-katholische Erzdiözese mit Sitz in Londrina im Bundesstaat Paraná.

## Geschichte
Das Erzbistum Londrina wurde am 1. Februar 1956 durch Papst Pius XII. mit der Apostolischen Konstitution Latissimas partire aus Gebietsabtretungen des Bistums Jacarezinho als Bistum Londrina errichtet. Es wurde dem Erzbistum Curitiba als Suffraganbistum unterstellt. Am 28. November 1964 gab das Bistum Londrina Teile seines Territoriums zur Gründung des Bistums Apucarana ab.
Am 31. Oktober 1970 wurde das Bistum Londrina durch Papst Paul VI. mit der Apostolischen Konstitution Aeternae animorum zum Erzbistum erhoben. 1973 erhielt es erstmals einen Weihbischof, der den damaligen Erzbischof Geraldo Fernandes Bijos bei der Arbeit unterstützte.
Im Erzbistum Londrina leben derzeit über 3 Millionen Katholiken, auf 75 Gemeinden aufgeteilt (Stand 2012).

## Ordinarien

### Bischöfe von Londrina
- Geraldo Fernandes Bijos CMF, 1956–1970

### Erzbischöfe von Londrina
- Geraldo Fernandes Bijos CMF, 1970–1982
- Geraldo Majella Agnelo, 1982–1991, dann Sekretär der Kongregation für den Gottesdienst und die Sakramentenordnung
- Albano Bortoletto Cavallin, 1992–2006
- Orlando Brandes, 2006–2016, dann Erzbischof von Aparecida
- Geremias Steinmetz, seit 2017